# El Castillo (Nicaragua)
El Castillo ist eine Stadt im Departamento Río San Juan – des nach Einwohnern kleinsten Departamentos – im Südosten des mittelamerikanischen Staat Nicaragua.

## Geographie
El Castillo liegt am rechten Ufer des Río San Juan, der im Nicaraguasee entspringt und ins Karibische Meer mündet. Die Stadt liegt etwa 43 Kilometer Luftlinie südöstlich von San Carlos der Hauptstadt des Departamentos und circa 250 Kilometer südöstlich von der Hauptstadt Managua entfernt. Die Größe der Gemarkung beträgt 1.656 km².
Das Klima ist tropisch und die jährlichen Niederschläge schwanken zwischen 2.800 und 4.000 mm. Die mittlere Jahrestemperatur beträgt circa 25 °C. El Castillo ist von tropischem Regenwald umgeben und die Luftfeuchtigkeit ist demzufolge sehr hoch. 
Direkt bei El Castillo weist der Río San Juan zahlreiche Stromschnellen auf. Die mächtigste von ihnen wird Raudal del Diablo (Stromschnelle des Teufels) genannt.

## Geschichte
Die Gründung der Stadt geht auf den Bau einer Festung zurück, die die spanischen Konquistadoren im Jahre 1672 am Ufer des Río San Juan errichtet, um die Stadt Granada am Nicaraguasee vor den ständigen Überfällen von Piraten und englischen Schiffen zu schützen. Die Castillo de la Inmaculada Concepción, das der Stadt ihren Namen gab (spanisch Castillo bedeutet Burg), ist noch heute die Hauptsehenswürdigkeit des Ortes.
Im Jahre 1762 wurde die Festung gegen den Eroberungsversuch englischer Truppen, die sich mit Kariben verbündet hatten, erfolgreich verteidigt.
1780 belagerten englische Expeditionstruppen unter Führung von Horatio Nelson das Fort und nach harten Kämpfen gelang es diesen am 24. April die Festung einzunehmen. Nelson war zu diesem Zeitpunkt bereits auf dem Weg zurück nach England, da er sich wahrscheinlich mit Gelbfieber infiziert hatte. Auch die verbliebenen, zunächst siegreichen britischen Truppen wurden durch Krankheiten dezimiert. Sie mussten schließlich abziehen und das gesamte Unternehmen scheiterte.

## Bevölkerung
Das Gemeindegebiet (Municipio) von El Castillo hatte laut Volkszählung 2005 nach Angaben des Instituto Nacional De Estadísticas y Censos von Nicaragua 19.864 Einwohner, wobei im städtischen Gebiet der Gemeinde 2.834 Menschen gezählt wurden.

## Wirtschaft
In der Vergangenheit war der Handel mit Tropenhölzern von hoher ökonomischer bedeutend für die Stadt. 
Heute ist der Handel mit Agrarprodukten, vor allem Mais und Bananen, eine wichtige Einnahmequellen. Außerdem wird für den Export bestimmter Kakao angebaut. 2006 wurden durch einen Kredit der DEG an die Plantagengesellschaft Palcasa großflächige Palmenplantagen zur Gewinnung von Palmöl wiederbelebt und ausgeweitet. 

### Kontroverse
Umweltschützer wie der Nicaraguaner Saúl Obregón oder die deutsche Organisation Rettet den Regenwald e.V. und Kooperativen der lokalen Kakaobauern werfen Palcasa vor, auf ihren Plantagen Umwelt- und Sozialstandards nicht einzuhalten. Die Kakaobauern wurden in der Vergangenheit von der Deutschen Gesellschaft für Internationale Zusammenarbeit (GIZ) unterstützt. Ein deutsches Beratungsunternehmen, welches von der DEG beauftragt wurde, bestätigte 2010 viele Vorwürfe, wie Wasserverschmutzung, illegale Abholzungen und Unterdrückung der Gewerkschaften. Auch das angrenzende Biosphärenreservat „Indio Maíz“ könnte gefährdet sein.

## Verkehr
Von auswärts ist der Ort (2011) nur mit kleinen Booten (lokal pangas genannt) auf dem Río San Juan erreichbar. Von San Carlos dauert eine Bootsfahrt etwa zwei Stunden. Weiter gibt es dreimal die Woche Bootsverbindungen flussabwärts nach Greytown/San Juan de Nicaragua und umgekehrt.

## Sehenswürdigkeiten
Die Festung El Castillo de la Inmaculada Concepción (Fertigstellung: 1675), erstreckt sich in rechteckiger Form mit ihren vier Ecktürmen – mit den Bezeichnungen Santa Bárbara, Santa Teresa, Santa Rosa und Santa Ana –, auf einer Länge von 49 mal 20 Meter. Die Festung ist ein historisches Wahrzeichen Nicaraguas, wo sich derzeit ein Museum und eine Bibliothek befinden.